# Saloca diceros
Espèce
Synonymes
- Walckenaera diceros O. Pickard-Cambridge, 1871
- Panamomops strandi Kolosváry, 1934
- Araeoncus pusillus Tullgren, 1955

Saloca diceros est une espèce d'araignées aranéomorphes de la famille des Linyphiidae.

## Distribution
Cette espèce se rencontre en Europe.

## Description
Les mâles mesurent de 1,0 à 1,4 mm et les femelles de 1,0 à 1,4 mm.

## Publication originale
- O. Pickard-Cambridge, 1871 : Descriptions of some British spiders new to science, with a notice of others, of which some are now for the first time recorded as British species. Transactions of the Linnean Society of London, vol. 27, p. 393-464 (texte intégral).